# Sunette Viljoenová
Sunette Stella Viljoenová (* 6. října 1983, Johannesburg) je jihoafrická atletka, jejíž specializací je hod oštěpem.
Jeden z největších úspěchů své kariéry zaznamenala v roce 2011 na MS v atletice v jihokorejském Tegu, kde ve finále vylepšila hodnotu afrického rekordu na 68,38 metru.